# Thorectes valencianus
Thorectes valencianus är en skalbaggsart som beskrevs av Baraud 1966. Thorectes valencianus ingår i släktet Thorectes och familjen tordyvlar. Inga underarter finns listade i Catalogue of Life.